# Železník, Slovacia
Železník este o comună slovacă, aflată în districtul Svidník din regiunea Prešov. Localitatea se află la altitudinea de 176 m deasupra n.m., se întinde pe o suprafață de 5,97 km2 și în 2017 număra 461 de locuitori.

## Istoric
Localitatea Železník este atestată documentar din 1382.

## Demografie
| An:                | 1994 | 2004   | 2014   | 2024   |
| ------------------ | ---- | ------ | ------ | ------ |
| Număr de persoane: | 440  | 465    | 460    | 457    |
| Diferență:         |      | +5,68% | −1,07% | −0,65% |

| An:                | 2023 | 2024   |
| ------------------ | ---- | ------ |
| Număr de persoane: | 459  | 457    |
| Diferență:         |      | −0,43% |